# Reprezentacja Szwecji na żużlu
Reprezentacja Szwecji na żużlu – grupa żużlowców reprezentujących Królestwo Szwecji w sportowych imprezach międzynarodowych. Za jej funkcjonowanie odpowiedzialny jest Svenska Motorcykel- och Snöskoterförbundet (SVEMO).

## Osiągnięcia

### Mistrzostwa świata
Drużynowe mistrzostwa świata
- 1. miejsce (11): 1959[a], 1960, 1962, 1963, 1964, 1967, 1970, 1994, 2000, 2003, 2004, 2015
- 2. miejsce (11): 1961, 1965, 1968, 1973, 1974, 1991, 1992, 1998, 2005, 2006, 2017
- 3. miejsce (16): 1966, 1975, 1976, 1988, 1989, 1993, 1997, 2001, 2002, 2008, 2009, 2010, 2011, 2016, 2022, 2024

Drużynowe mistrzostwa świata juniorów
- 2. miejsce (4): 2005, 2006, 2010, 2024
- 3. miejsce (4): 2008, 2009, 2012, 2014

Mistrzostwa świata par
- 1. miejsce (4): 1973, 1974, 1975, 1993
- 2. miejsce (4): 1970, 1977, 1989, 1991
- 3. miejsce (4): 1971, 1972, 1976, 1992

Indywidualne mistrzostwa świata
- 1. miejsce (14):
  - 1956 – Ove Fundin
  - 1960 – Ove Fundin
  - 1961 – Ove Fundin
  - 1963 – Ove Fundin
  - 1965 – Björn Knutsson
  - 1967 – Ove Fundin
  - 1974 – Anders Michanek
  - 1990 – Per Jonsson
  - 1994 – Tony Rickardsson
  - 1998 – Tony Rickardsson
  - 1999 – Tony Rickardsson
  - 2001 – Tony Rickardsson
  - 2002 – Tony Rickardsson
  - 2005 – Tony Rickardsson
- 2. miejsce (15):
  - 1957 – Ove Fundin
  - 1958 – Ove Fundin
  - 1959 – Ove Fundin
  - 1961 – Björn Knutsson
  - 1963 – Björn Knutsson
  - 1967 – Bengt Jansson
  - 1972 – Bernt Persson
  - 1975 – Anders Michanek
  - 1991 – Tony Rickardsson
  - 1992 – Per Jonsson
  - 1995 – Tony Rickardsson
  - 1998 – Jimmy Nilsen
  - 2004 – Tony Rickardsson
  - 2011 – Andreas Jonsson
  - 2023 – Fredrik Lindgren
- 3. miejsce (13):
  - 1954 – Olle Nygren
  - 1961 – Göte Nordin
  - 1962 – Ove Fundin
  - 1964 – Ove Fundin
  - 1965 – Ove Fundin
  - 1969 – Sören Sjösten
  - 1971 – Bengt Jansson
  - 1974 – Sören Sjösten
  - 2000 – Tony Rickardsson
  - 2003 – Tony Rickardsson
  - 2018 – Fredrik Lindgren
  - 2020 – Fredrik Lindgren
  - 2024 – Fredrik Lindgren

Indywidualne mistrzostwa świata juniorów
- 1. miejsce (3):
  - 1985[b] – Per Jonsson
  - 1988 – Peter Nahlin
  - 1994 – Mikael Karlsson
  - 2000 – Andreas Jonsson
- 2. miejsce (4):
  - 1985[b] – Jimmy Nilsen
  - 1986[b] – Tony Olsson
  - 1988 – Henrik Gustafsson
  - 1993 – Mikael Karlsson
  - 1995 – Daniel Andersson
  - 2006 – Antonio Lindbäck
- 3. miejsce (3):
  - 1989 – Niklas Karlsson
  - 1990 – Tony Rickardsson
  - 2005 – Fredrik Lindgren

### Mistrzostwa Europy
Drużynowe mistrzostwa Europy
- 3. miejsce (2): 2024, 2025

Drużynowe mistrzostwa Europy juniorów
- 1. miejsce (1): 2008
- 2. miejsce (3): 2009, 2010, 2015
- 3. miejsce (3): 2011, 2019, 2023

Mistrzostwa Europy par juniorów
- 2. miejsce (1): 2024
- 3. miejsce (2): 2022, 2023

Indywidualne mistrzostwa Europy
- 1. miejsce (1):
  - 2002 – Magnus Zetterström
- 3. miejsce (2):
  - 2003 – Magnus Zetterström
  - 2015 – Antonio Lindbäck

Indywidualne mistrzostwa Europy juniorów
- 1. miejsce (2):
  - 2004 – Antonio Lindbäck
  - 2010 – Dennis Andersson
- 2. miejsce (1):
  - 2021 – Philip Hellström-Bängs
- 3. miejsce (6):
  - 2001 – Daniel Davidsson
  - 2002 – Fredrik Lindgren
  - 2003 – Antonio Lindbäck
  - 2005 – Robert Pettersson
  - 2020 – Alexander Woentin
  - 2022 – Casper Henriksson

### Pozostałe
World Games
- 3. miejsce (2):
  - 1985  – Jan Andersson[c]
  - 2017

Indywidualny Puchar Mistrzów
- 1. miejsce (2):
  - 1986 – Erik Stenlund
  - 1988 – Per Jonsson
- 3. miejsce (1):
  - 1992 – Peter Karlsson

Puchar Europy par U-19
- 3. miejsce (1): 2019

Indywidualny Puchar Europy U-19
- 2. miejsce (1):
  - 2017 – Filip Hjelmland

## Szwedzcy Mistrzowie Świata
| Imię i nazwisko    | Tytuły MŚ | Indywidualni (1936–1938, od 1949) | Indywidualni (1936–1938, od 1949)  | Pary (1970–1993) | Pary (1970–1993) | Drużynowi (od 1960) | Drużynowi (od 1960)                | Tytuły MŚJ | Indywidualni U-21 (od 1988) | Indywidualni U-21 (od 1988) | Drużynowi U-21 (od 2005) | Drużynowi U-21 (od 2005) | Tytuły łącznie |
| Imię i nazwisko    | Tytuły MŚ | Łącznie                           | Lata                               | Łącznie          | Lata             | Łącznie             | Lata                               | Tytuły MŚJ | Łącznie                     | Lata                        | Łącznie                  | Lata                     | Tytuły łącznie |
| ------------------ | --------- | --------------------------------- | ---------------------------------- | ---------------- | ---------------- | ------------------- | ---------------------------------- | ---------- | --------------------------- | --------------------------- | ------------------------ | ------------------------ | -------------- |
| Ove Fundin         | 11        | 5                                 | 1956, 1960, 1961, 1963, 1967       |                  |                  | 6                   | 1960, 1962, 1963, 1964, 1967, 1970 |            |                             |                             |                          |                          | 11             |
| Henrik Gustafsson  | 3         |                                   |                                    | 1                | 1993             | 2                   | 1994, 2000                         |            |                             |                             |                          |                          | 3              |
| Torbjörn Harrysson | 1         |                                   |                                    |                  |                  | 1                   | 1967                               |            |                             |                             |                          |                          | 1              |
| Bengt Jansson      | 2         |                                   |                                    |                  |                  | 2                   | 1967, 1970                         |            |                             |                             |                          |                          | 2              |
| Tommy Jansson      | 2         |                                   |                                    | 2                | 1973, 1975       |                     |                                    |            |                             |                             |                          |                          | 2              |
| Andreas Jonsson    | 3         |                                   |                                    |                  |                  | 3                   | 2003, 2004, 2015                   | 1          | 1                           | 2000                        |                          |                          | 4              |
| Per Jonsson        | 2         | 1                                 | 1990                               | 1                | 1993             |                     |                                    |            |                             |                             |                          |                          | 2              |
| Peter Karlsson     | 3         |                                   |                                    |                  |                  | 3                   | 2000, 2003, 2004                   |            |                             |                             |                          |                          | 3              |
| Niklas Klingberg   | 1         |                                   |                                    |                  |                  | 1                   | 2000                               |            |                             |                             |                          |                          | 1              |
| Björn Knutsson     | 5         | 1                                 | 1965                               |                  |                  | 4                   | 1960, 1962, 1963, 1964             |            |                             |                             |                          |                          | 5              |
| Antonio Lindbäck   | 2         |                                   |                                    |                  |                  | 2                   | 2004, 2015                         |            |                             |                             |                          |                          | 2              |
| Fredrik Lindgren   | 1         |                                   |                                    |                  |                  | 1                   | 2015                               |            |                             |                             |                          |                          | 1              |
| Peter Ljung        | 1         |                                   |                                    |                  |                  | 1                   | 2003                               |            |                             |                             |                          |                          | 1              |
| Mikael Max         | 4         |                                   |                                    |                  |                  | 4                   | 1994, 2000, 2003, 2004             | 1          | 1                           | 1994                        |                          |                          | 5              |
| Anders Michanek    | 5         | 1                                 | 1974                               | 3                | 1973, 1974, 1975 | 1                   | 1970                               |            |                             |                             |                          |                          | 5              |
| Peter Nahlin       |           |                                   |                                    |                  |                  |                     |                                    | 1          | 1                           | 1988                        |                          |                          | 1              |
| Göte Nordin        | 5         |                                   |                                    |                  |                  | 5                   | 1960, 1962, 1963, 1964, 1967       |            |                             |                             |                          |                          | 5              |
| Olle Nygren        | 1         |                                   |                                    |                  |                  | 1                   | 1960                               |            |                             |                             |                          |                          | 1              |
| Bernt Persson      | 1         |                                   |                                    |                  |                  | 1                   | 1970                               |            |                             |                             |                          |                          | 1              |
| Tony Rickardsson   | 10        | 6                                 | 1994, 1998, 1999, 2001, 2002, 2005 | 1                | 1993             | 3                   | 1994, 2000, 2004                   |            |                             |                             |                          |                          | 10             |
| David Ruud         | 1         |                                   |                                    |                  |                  | 1                   | 2003                               |            |                             |                             |                          |                          | 1              |
| Sören Sjösten      | 4         |                                   |                                    | 1                | 1974             | 3                   | 1962, 1964, 1970                   |            |                             |                             |                          |                          | 4              |
| Per-Olof Söderman  | 2         |                                   |                                    |                  |                  | 2                   | 1963, 1967                         |            |                             |                             |                          |                          | 2              |
| Rune Sörmander     | 4         |                                   |                                    |                  |                  | 4                   | 1960, 1962, 1963, 1964             |            |                             |                             |                          |                          | 4              |
| Linus Sundström    | 1         |                                   |                                    |                  |                  | 1                   | 2015                               |            |                             |                             |                          |                          | 1              |

## Szwedzcy Mistrzowie Europy
| Imię i nazwisko    | Tytuły ME | Indywidualni (od 2001) | Indywidualni (od 2001) | Pary (od 2004) | Pary (od 2004) | Drużynowi (od 2022) | Drużynowi (od 2022) | Tytuły MEJ | Indywidualni U-19 (od 1998) | Indywidualni U-19 (od 1998) | Pary U-19 (od 2021) | Pary U-19 (od 2021) | Drużynowi U-24 (od 2008) | Drużynowi U-24 (od 2008) | Tytuły łącznie |
| Imię i nazwisko    | Tytuły ME | Łącznie                | Lata                   | Łącznie        | Lata           | Łącznie             | Lata                | Tytuły MEJ | Łącznie                     | Lata                        | Łącznie             | Lata                | Łącznie                  | Lata                     | Tytuły łącznie |
| ------------------ | --------- | ---------------------- | ---------------------- | -------------- | -------------- | ------------------- | ------------------- | ---------- | --------------------------- | --------------------------- | ------------------- | ------------------- | ------------------------ | ------------------------ | -------------- |
| Dennis Andersson   |           |                        |                        |                |                |                     |                     | 1          | 1                           | 2010                        |                     |                     |                          |                          | 1              |
| Linus Eklöf        |           |                        |                        |                |                |                     |                     | 1          |                             |                             |                     |                     | 1                        | 2008                     | 1              |
| Simon Gustafsson   |           |                        |                        |                |                |                     |                     | 1          |                             |                             |                     |                     | 1                        | 2008                     | 1              |
| Niklas Larsson     |           |                        |                        |                |                |                     |                     | 1          |                             |                             |                     |                     | 1                        | 2008                     | 1              |
| Antonio Lindbäck   |           |                        |                        |                |                |                     |                     | 1          | 1                           | 2004                        |                     |                     |                          |                          | 1              |
| Ludvig Lindgren    |           |                        |                        |                |                |                     |                     | 1          |                             |                             |                     |                     | 1                        | 2008                     | 1              |
| Linus Sundström    |           |                        |                        |                |                |                     |                     | 1          |                             |                             |                     |                     | 1                        | 2008                     | 1              |
| Magnus Zetterström | 1         | 1                      | 2002                   |                |                |                     |                     |            |                             |                             |                     |                     |                          |                          | 1              |